# Laphria annulifemur
Laphria annulifemur là một loài ruồi trong họ Asilidae. Laphria annulifemur được Enderlein miêu tả năm 1914. Loài này phân bố ở miền Ấn Độ - Mã Lai.